# Disbiosis
La disbiosis (también llamada disbacteriosis) es el desbalance del equilibrio microbiano de la microbiota normal, debido a cambios cuantitativos o cualitativos de su composición, cambios en su funcionamiento o actividades metabólicas, o bien, a cambios en su distribución.
La disbiosis es más prominente en el tracto digestivo o en la piel, pero también puede ocurrir en algunas superficies expuestas o en la mucosa como en la vagina, los pulmones, la nariz, los senos, las orejas, las uñas o los ojos.
El término disbiosis también puede aplicarse para la pérdida de biodiversidad general en un sistema.
La disbiosis también puede verse en ecosistemas perturbados crónicamente, en donde se pierde la diversidad y con ello el estado de salud de un ecosistema o un organismo. En ecología microbiana se ha observado que entre menos sea la diversidad bacteriana en un sistema, menor es su resiliencia o capacidad de repuesta ante factores estresantes en el medio.

En pequeñas cantidades las colonias microbianas se establecen en o sobre el cuerpo siendo benignas o beneficiosas en la mayoría de los casos. Este beneficioso y adecuado tamaño de las colonias microbianas realizan una series de funciones provechosas y necesarias. También protegen el cuerpo de la penetración de microbios patógenos. Estas colonias microbianas beneficiosas también compiten las unas contra las otras de modo que ninguna colonia microbiana específica domina. 
La disbiosis puede ser consecuencia del efecto de los tratamientos antibióticos, estrés físico o psicológico, radiación, alteración en la peristalsis o modificaciones de la dieta.
En el caso de la disbiosis intestinal, existen diferentes tipos, entre las cuales se destacan: 
1-Disbiosis intestinal por una mayor presencia de bacterias patógenas:
En la microbiota también residen microorganismos con potencial patógeno, pero cuando esta se encuentra en un correcto equilibrio los microorganismos patógenos se mantienen bajo control, sin causar ningún problema. Sin embargo, bajo determinadas circunstancias, se puede producir un sobrecrecimiento de estas bacterias patógenas (conocidas en inglés como pathobionts), siendo aquí cuando empiezan a surgir los problemas. En concreto, lo que ocurre es que se produce una expansión de las proteobacterias, en particular las de la familia Enterobacteriaceae, entre las que se encuentra la tan conocida E.coli y la Shigella, entre otros. En pruebas realizadas en ratones, se ha comprobado que aquellos que padecían colitis y enfermedad de Crohn tenían una microbiota en la que existía esta mayor presencia de bacterias patógenas, algo que nos muestra la relación existente entre el desarrollo de las enfermedades autoinmunes y el estado de la comunidad microbiana intestinal.
2-Disbiosis intestinal por pérdida de microorganismos beneficiosos:
Las bacterias beneficiosas que alberga la microbiota cumplen funciones muy relevantes, entre las que se encuentra la producción de ácidos grasos de cadena corta (SCFAs), como el butirato. Estos ácidos grasos ejercen una acción antiinflamatoria y se estudian por su posible potencial en la prevención e incluso tratamiento de diversas enfermedades crónicas. Los ácidos grasos de cadena corta producidos por nuestras bacterias beneficiosas intestinales suprimen la inflamación mediante la reducción de la migración y proliferación de las células inmunes, reducen también diferentes tipos de citoquinas y además, actúan induciendo la apoptosis.
Las bacterias intestinales beneficiosas, entre las que se encuentran las Bifidobacterias y los Lactobacillus, cumplen, además, otras muchas funciones aparte de la producción de ácidos grasos de cadena corta. Tener una adecuada presencia de Bifidobacterias en la microbiota influye positivamente en el sistema inmunológico y además, actúan combatiendo la inflamación y protegen nuestra barrera intestinal.
Sabiendo el efecto positivo que ejercen los microorganismos beneficiosos intestinales sobre la salud, se puede entonces entender por qué su pérdida puede afectar el organismo de forma negativa. Esta pérdida de microorganismos beneficiosos intestinales que conduce a una disbiosis intestinal, en la actualidad se encuentra principalmente provocada por los hábitos de vida y alimentación.
3-Disbiosis intestinal por pérdida de diversidad microbiana:
Cuanto mayor sea la diversidad de microorganismos que resida en la microbiota, mejor se encontrará ésta, al igual que nuestra salud en general. El conjunto de estudios realizados al respecto vienen a concluir que una mayor diversidad microbiana intestinal se traduce en más beneficios para el huésped (nosotros). De hecho, se ha demostrado que los niños con menor diversidad microbiana intestinal presentan una mayor susceptibilidad a sufrir alergias y asma.
Para tratar la disbiosis con frecuencia se recurre al uso de probióticos y prebióticos. Los probióticos se definen como microorganismos vivos que se administran con el objetivo de mejorar el balance de microorganismos que conforman la flora intestinal; los principales microorganismos utilizados como probióticos son bacterias productoras de ácido láctico de los géneros Lactobacillus y Bifidobacterium. Los prebióticos son ingredientes alimentarios destinados a cambiar la composición y actividad de la flora intestinal del colon. Estos son fundamentalmente carbohidratos no hidrolizables por las enzimas gástricas y polifenoles, que sí van a ser utilizados por las bacterias presentes en el colon (lactobacilos y bifidobacterias), que a su vez van a producir metabolitos beneficiosos para otros microorganismos de la flora intestinal y también para los colonocitos, lo que resulta en un mejor funcionamiento del tejido intestinal.